# المضباع (السدة)

تعديل مصدري - تعديل

المضباع هي إحدى قرى عزلة الأعماس بمديرية السدة التابعة لمحافظة إب، بلغ تعداد سكانها 108 نسمة حسب تعداد اليمن لعام 2004.